# Tomasz Rybotycki

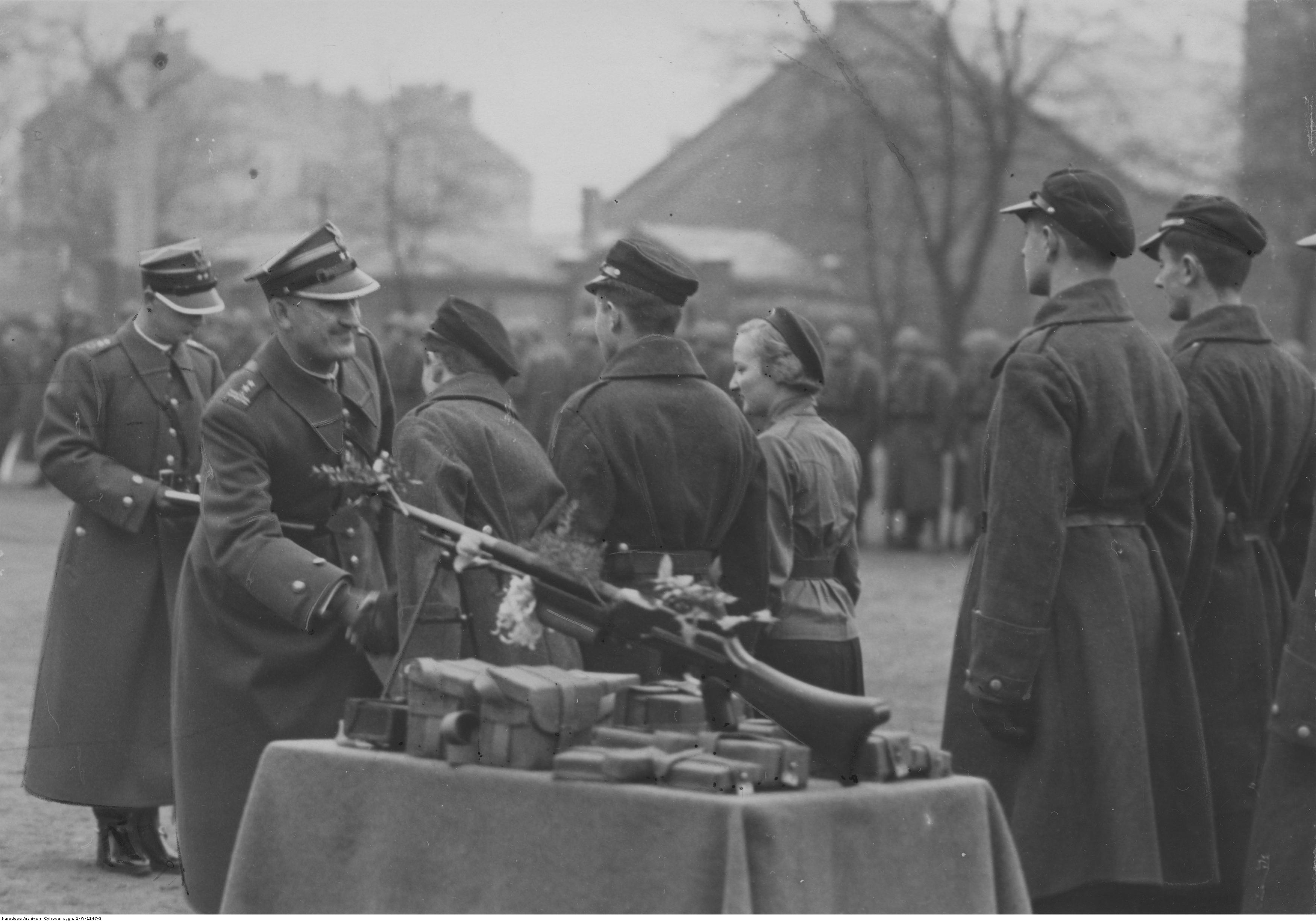
Kurs podchorążych rezerwy 14 DP. Płk Tomasz Rybotycki przyjmuje 7,92 mm ręczny km Browning wz. 28, dar dla wojska od młodzieży z Międzychodu; 29-11-1938

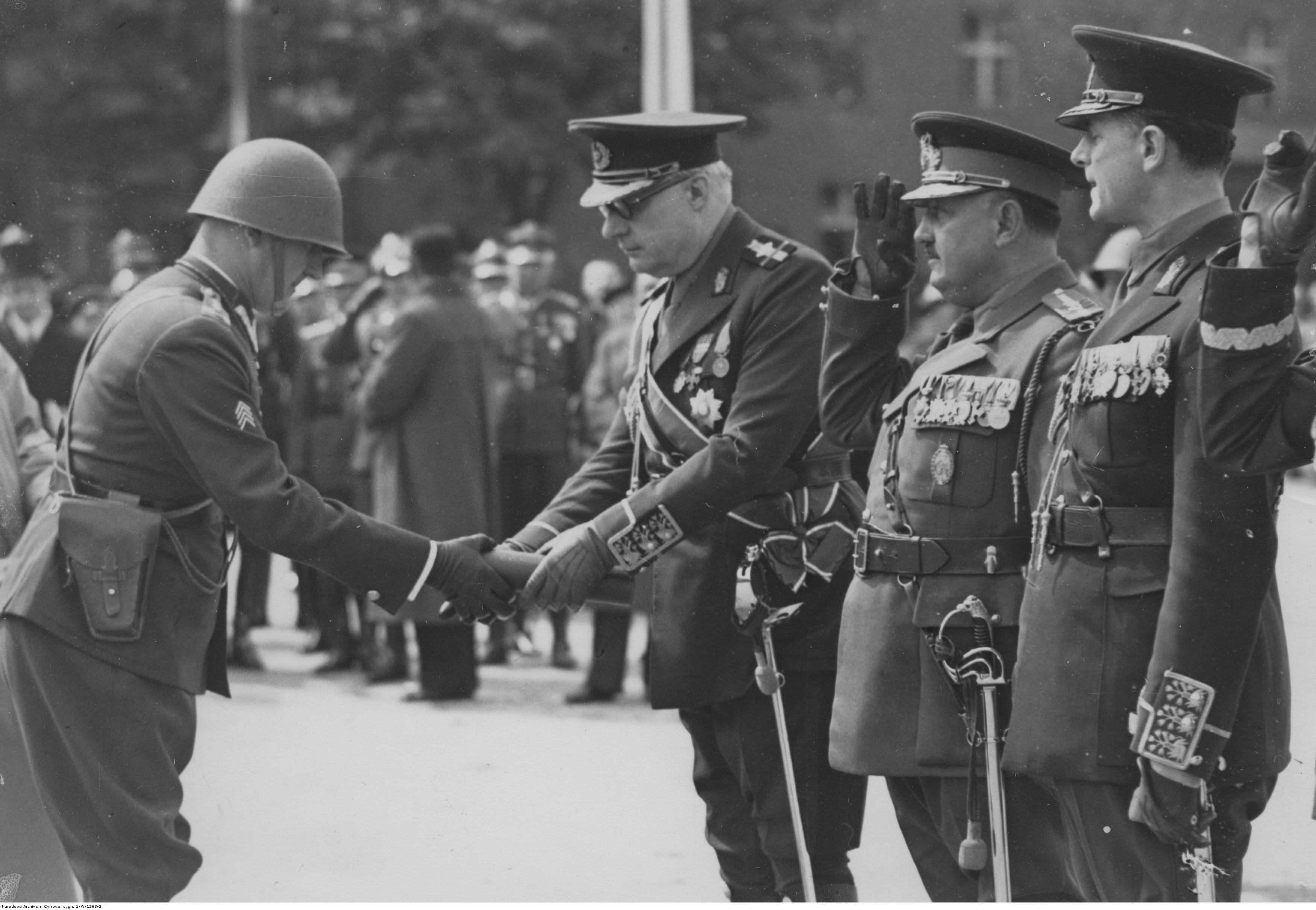
Święto 57 pp - d-ca płk Tomasz Rybotycki wręcza odznakę pułkową ambasadorowi Rumunii Richardowi Franassovici; maj 1939

Tomasz Kazimierz Rybotycki (ur. 11 lipca 1894 w Buczaczu lub w Złotym Potoku, zm. 25 października 1974 w Londynie) – oficer dyplomowany piechoty Wojska Polskiego, wydawca i księgarz w Anglii, kontynuator działalności Wydawnictwa Polskiego R. Wegnera.

## Biogram

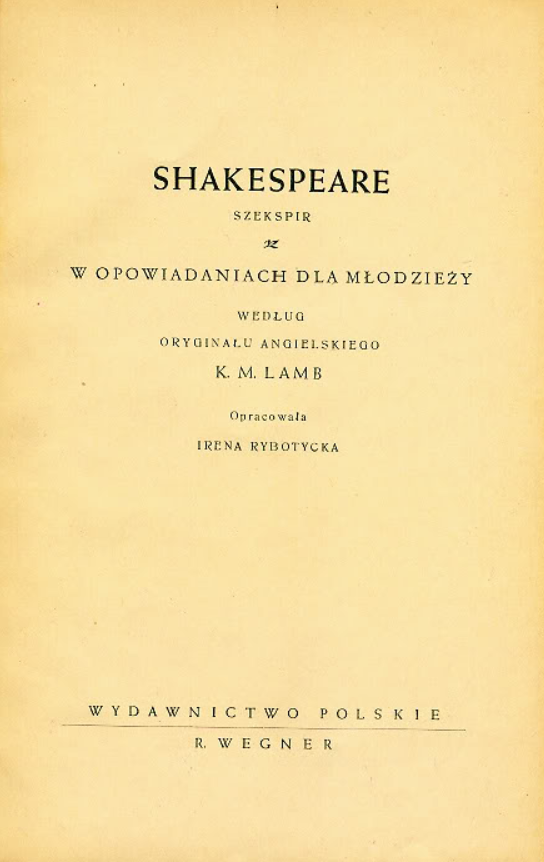
Strona tytułowa książki "Shakespeare. Szekspir w opowiadaniach dla młodzieży" w opracowaniu Ireny Rybotyckiej, Wydawnictwo Polskie R. Wegnera, Niemcy 1947/1948

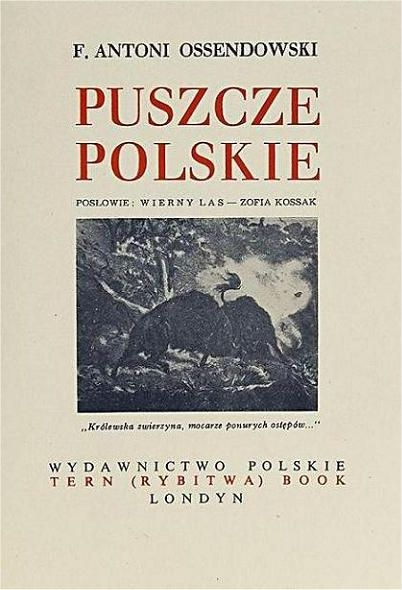
F. Antoni Ossendowski: „Puszcze polskie”. Seria „Cuda Polski” (Tern (Rybitwa) Book, Londyn 1953)

Urodził się 11 lipca 1894 roku w Buczaczu lub w Złotym Potoku, w rodzinie Karola i Ludwiki z domu Pijałkowskiej lub Eckert. Tamże w roku 1913 ukończył gimnazjum. Był członkiem Organizacji Młodzieży Niepodległościowej „Zarzewie” oraz Polskich Drużyn Strzeleckich od chwili ich powstania.
W czasie I wojny światowej, od sierpnia 1914 służył w armii austriackiej. W roku 1915 został ranny i dostał się do niewoli rosyjskiej. Przebywał w Syzraniu, gdzie od lipca 1917 współorganizował utworzenie wojsk polskich. Jego oddział w roku 1919 dołączył do polskiej Dywizji Syberyjskiej, w której Rybotyckiemu przydzielono funkcję szefa oddziału operacyjnego. Po klęsce w walkach z bolszewikami przedarł się do Mandżurii i przez Daleki Wschód powrócił do Polski w roku 1920. Został szefem oddziału operacyjnego samodzielnej brygady syberyjskiej i dowódcą batalionu w 1 pułku syberyjskim. Za udział w wojnie polsko-bolszewickiej został odznaczony Krzyżem Srebrnym Virtuti Militari. 1 czerwca 1921 roku pełnił służbę w 82 pułku piechoty (byłym 1 pułku syberyjskim).
W 1921 roku został powołany do Wyższej Szkoły Wojennej w Warszawie, w charakterze słuchacza II Kursu Normalnego 1921–1923. 3 maja 1922 roku został zweryfikowany w stopniu kapitana ze starszeństwem z dniem 1 czerwca 1919 roku i 1002. lokatą w korpusie oficerów piechoty. Z dniem 1 września 1923 roku, po ukończeniu kursu i otrzymaniu dyplomu naukowego oficera Sztabu Generalnego, został przydzielony do Oddziału II Sztabu Generalnego w Warszawie. Jesienią 1923 pełnił tam funkcję koordynatora wywiadu ofensywnego, a następnie kierował Referatem B Służby Wywiadowczej Ofensywnej. W sierpniu 1924 został przydzielony z Oddziału II SG do macierzystego 82 pp i odkomenderowany z dniem 20 sierpnia 1924 do Oddziału V SG. 10 września tego roku został przydzielony do Oddziału I SG na stanowisko kierownika referatu. W latach 1925–1928 pełnił służbę w Kierownictwie Marynarki Wojennej w Warszawie. W czasie studiów oraz pełniąc służbę sztabową pozostawał oficerem nadetatowym 82 pułku piechoty w Brześciu nad Bugiem. 12 kwietnia 1927 roku awansował na majora ze starszeństwem z dniem 1 stycznia 1927 roku i 93. lokatą w korpusie oficerów piechoty.
W 1929 roku ożenił się z Ireną Wandą Wegner, córką Rudolfa Wegnera, właściciela Wydawnictwa Polskiego R. Wegnera. Pozostając czynnym wojskowym, pracował też w wydawnictwie (m.in. opracowywał mapy dla serii „Cuda Polski”) i był przewidziany przez teścia na swojego następcę.
W czerwcu 1930 roku został przeniesiony z 68 Pułku Piechoty we Wrześni do 21 Dywizji Piechoty Górskiej w Bielsku na stanowisko szefa sztabu. W październiku 1932 roku został przeniesiony do Dowództwa Okręgu Korpusu Nr II w Lublinie. 28 września 1933 roku otrzymał przeniesienie do 54 pułku piechoty Strzelców Kresowych w Tarnopolu na stanowisko dowódcy batalionu. 27 czerwca 1935 roku awansował na podpułkownika ze starszeństwem z dniem 1 stycznia 1935 roku i 21. lokatą w korpusie oficerów piechoty. 4 lipca 1935 roku otrzymał przeniesienie do 5 pułku strzelców podhalańskich w Przemyślu na stanowisko zastępcy dowódcy pułku. Następnie został przeniesiony do 57 pułku piechoty wielkopolskiej w Poznaniu na stanowisko I zastępcy dowódcy pułku. W okresie od listopada 1938 roku do marca 1939 roku pełnił obowiązki dowódcy pułku, w zastępstwie pułkownika dyplomowanego Stanisława Grodzkiego, który był słuchaczem Kursu Doskonalącego dla oficerów dyplomowanych przy Wyższej Szkole Wojennej w Warszawie. W lipcu 1939 roku został mianowany dowódcą 57 pułku piechoty. Na czele tego oddziału walczył w kampanii wrześniowej. Zadaniem pułku była obrona Poznania. 2 września pułk otrzymał jednak rozkaz opuszczenia miasta i wycofywał się na wschód z Armią Poznań, biorąc następnie udział w bitwie nad Bzurą. 16 września pułk został rozbity podczas ataku niemieckiej dywizji pancernej. Rybotycki dostał się do niewoli i został osadzony w Oflagu VII A Murnau, gdzie przebywał do końca wojny.
W kwietniu 1945 roku, po oswobodzeniu z niewoli, został oficerem łącznikowym Polskiej Misji Wojskowej w amerykańskiej strefie okupacyjnej Niemiec i stacjonował we Frankfurcie. Pod koniec 1945 roku dołączyła tam do niego żona i oboje zaczęli starania o wznowienie działalności Wydawnictwa Polskiego R. Wegnera (R. Wegner zmarł w roku 1941). Rybotycki został kierownikiem utworzonej przy PMW placówki Welfare and Printing Team. Rybotyccy uzyskali zezwolenie na druk książek o tematyce religijnej i edukacyjnej; zaproponowany zestaw objął 12 pozycji. Udało im się też odzyskać dawne matryce drukarskie z Norymbergi, gdzie Rudolf Wegner drukował książki dla dzieci. Wznowione Wydawnictwo Polskie R. Wegnera rozpoczęło działalność w Norymberdze w roku 1945, a na początku roku 1946 zaczęły ukazywać się książki. Po kilku miesiącach małżeństwo Rybotyckich musiało nagle opuścić Niemcy w związku z przekazaniem przez aliantów placówek polskich rządowi komunistycznemu, Rybotyckiemu udało się jednak dokończyć druk zaplanowanych pozycji, które ukazywały się do roku 1948. Ostatecznie wraz z 2 Korpusem Polskim wyjechał do Anglii i osiedlił się w Londynie. Służbę w wojsku zakończył w randze pułkownika.
Równocześnie Rybotyccy reaktywowali Wydawnictwo Polskie R. Wegnera w Warszawie; kierowała nim ich przedstawicielka, Anna Łempicka. Firma rozwijała się dobrze, jednak dochody nie mogły być przekazywane za granicę, a w roku 1950 wydawnictwo zostało upaństwowione i zlikwidowane.
W Londynie Rybotyccy uzyskali honoraria za książki wydawnictwa Wegnera opublikowane w czasie wojny przez emigracyjne Ministerstwo Oświaty, co pozwoliło im (wraz z Wandą Rybotycką) na uruchomienie w roku 1947 wydawnictwa Tern (Rybitwa) Book Co. Ltd. Wydawali głównie dawne pozycje Wydawnictwa Polskiego R. Wegnera, m.in. wybrane książki z serii „Biblioteka Laureatów Nobla” i „Cuda Polski”. Największe powodzenie odniosło wznowienie książki kucharskiej „Jak gotować” Marii Disslowej, wydanej także w języku angielskim pt. „Continental European Cooking”. Do nowych pozycji należała m.in. książka Zofii Kossak-Szatkowskiej „Dziedzictwo” (1956) oraz powieść polityczna Sir Philipa Gibbsa „Wolność nie ma ceny” z okazji 10 rocznicy powstania warszawskiego (Londyn 1954 – tom 1; 1955 – tom 2). Tytuł oryginalny „No Price for Freedom” oraz przekłady rozeszły się w łącznym nakładzie blisko 500 tys. egzemplarzy. Powieść Zofii Kossak nie odniosła natomiast sukcesu, gdyż została zbojkotowana przez polską emigrację z powodu powrotu autorki do PRL. W efekcie wydawnictwo Tern (Rybitwa) znalazło się w kłopotach finansowych i znacznie ograniczyło działalność.
Rybotycki był aktywnym działaczem emigracji polskiej w Anglii; propagował kulturę polską i działalność wydawniczą. Był członkiem Stowarzyszenia Polskich Kombatantów i powiernikiem polskiego Domu Pisarzy. Zmarł 25 października 1974 w Londynie i został pochowany na tamtejszym St. Mary's Cemetery (według innego źródła na cmentarzu Wandsworth). Jego symboliczny grób znajduje się na warszawskich Powązkach (kwatera 198-2-19,20).

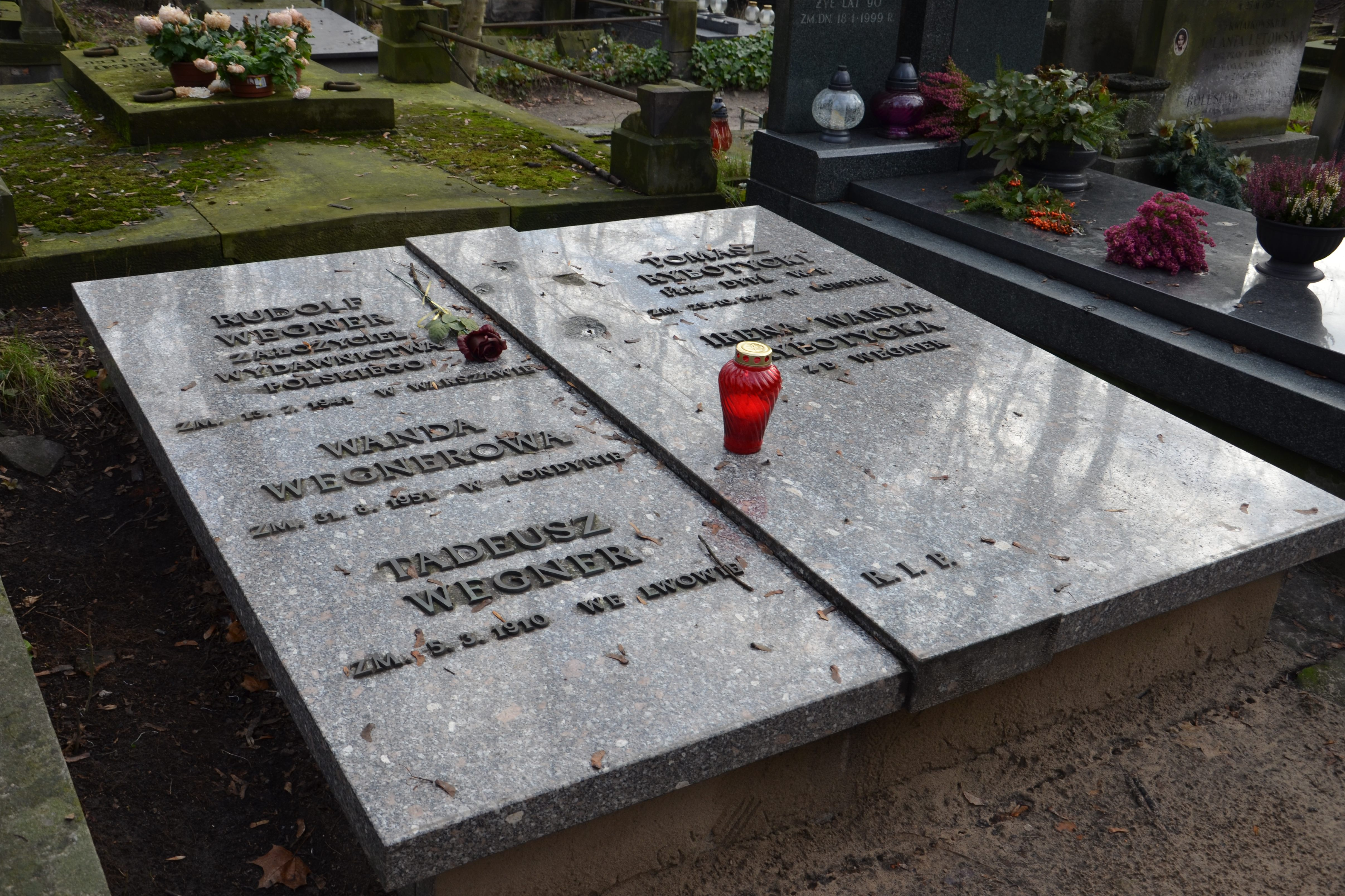
Grób symboliczny na warszawskich Powązkach

## Ordery i odznaczenia
- Krzyż Srebrny Orderu Virtuti Militari nr 7709 (22 czerwca 1922)[34][35]
- Krzyż Niepodległości (2 sierpnia 1931)[36][4]
- Krzyż Walecznych (czterokrotnie)[4]
- Złoty Krzyż Zasługi (10 listopada 1928)[37][4]
- Medal Pamiątkowy za Wojnę 1918–1921[4]
- Medal Dziesięciolecia Odzyskanej Niepodległości[4]
- Krzyż Komandorski Orderu Korony Rumunii (Rumunia)[4]
- Medal Pamiątkowy Wielkiej Wojny (Francja)[4]
- Medal Zwycięstwa (Médaille Interalliée)[4]